# Ciepłe lody

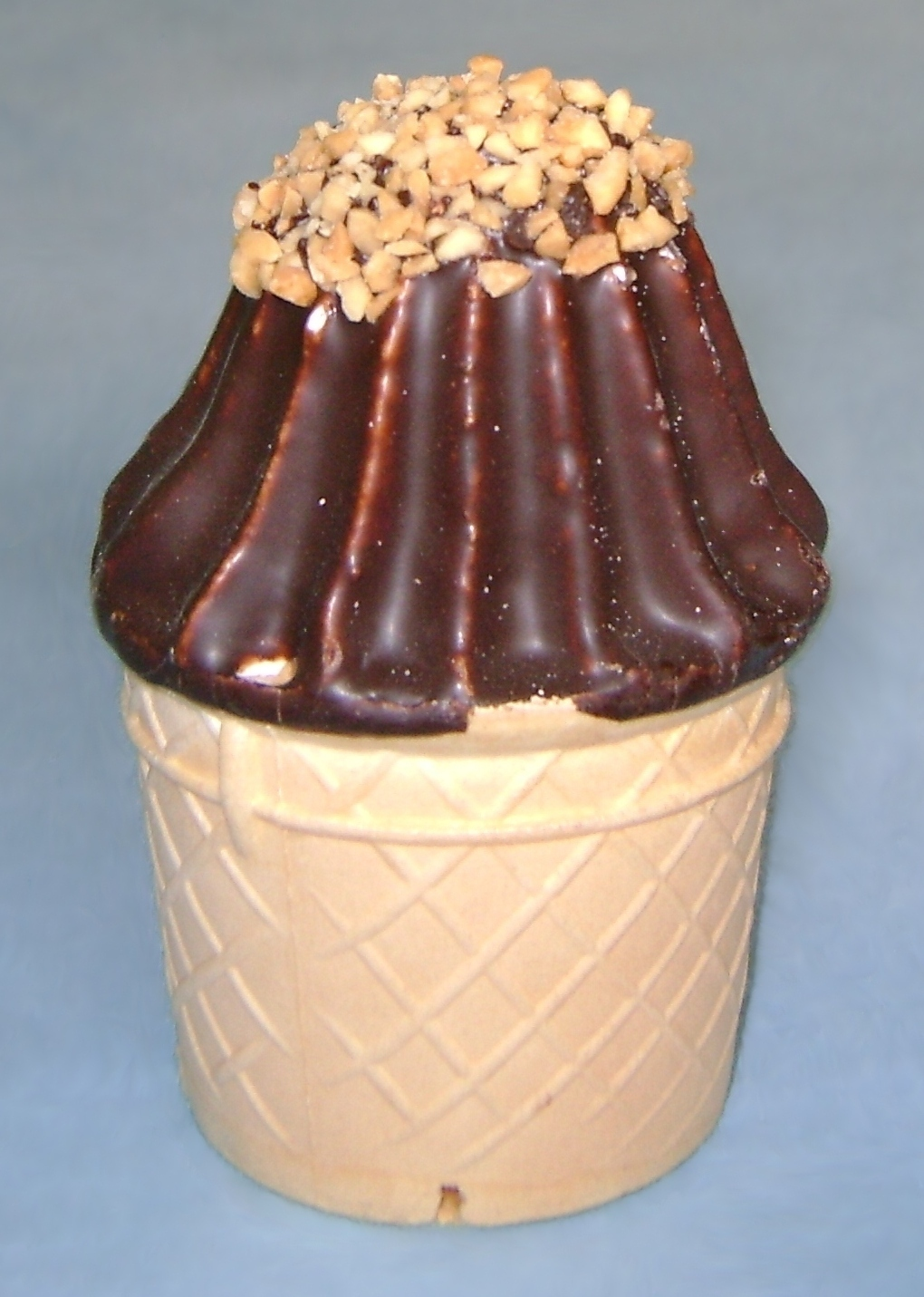
Przykład ciepłych lodów wytwarzanych współcześnie.

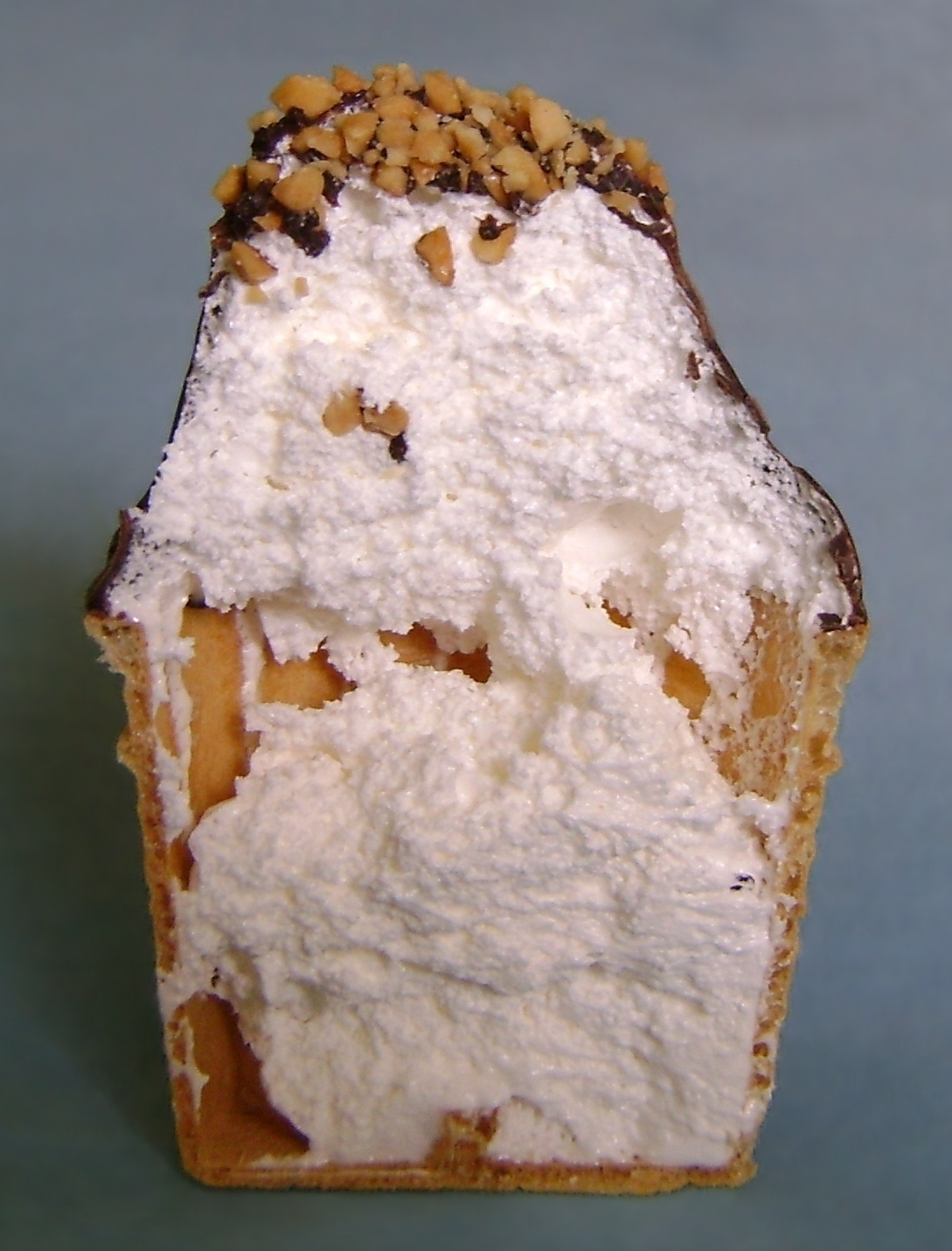
Ciepły lód po przekrojeniu na pół.

Ciepłe lody – w gastronomii polskiej rodzaj wysokokalorycznego i taniego deseru w postaci słodkiej pianki z zaparzonej syropem piany z białek, podawanej w waflowym kubku, przypominający z wyglądu lody włoskie, od czego pochodzi jego nazwa. Znane też pod nazwami murzynki, całuski.  
Jedna porcja ciepłych lodów ma ok. 200–250 kcal. Jak podają dziennikarze tygodnika „Wprost”, ciepłe lody to wynalazek rodzimych technologów żywienia, erzac rodem z czasów PRL-u, podobnie jak Polo Cockta czy wyrób czekoladopodobny.
Ciepłymi lodami nazywa się także inne, podobne słodycze nazywane w Niemczech Schokoküsse, w Danii Flødeboller, w Izraelu Krembo (piankowe bryłki ułożone na wafelkach lub biszkoptach i polane czekoladą). Schokoküsse mają delikatniejszą, bardziej puszystą, mniej ciągnącą się konsystencję.